# Frieder Soberger
Frieder Soberger (* 15. Dezember 1924; † 14. März 2020; bürgerlich: Siegfried Soberger) war ein deutscher Evangeliumssänger der 1960er bis 1980er Jahre in der Stimmlage Tenor.
Er wurde von Musikproduzent Johannes Haas entdeckt und für das evangelikale Schallplattenlabel Frohe Botschaft im Lied gewonnen. Neben Solo- und Duettaufnahmen mit Haas als begleitender Baritonstimme, wirkte Soberger bis in die 1980er Jahre hinein als Solist bei unterschiedlichen Chorprojekten unter anderem beim Singkreis Frohe Botschaft, Jugend für Christus Chor und Schulte & Gerth Studiochor mit.
Soberger war Pastor der Evangelisch-methodistischen Kirche in Detmold und leitete seit seinem Ruhestand unter anderem den Chor der Gemeinde. Er war verheiratet mit Hella, geb. Gatz (1934–2013), und lebte in Lemgo.

## Diskografie

### Singles
- Erforsche mich, Jesu, mein Licht / Ist dein Leben voller Schuld.
- Frieden, dem Strome gleich / Wo findet die Seele die Heimat.
- Tu doch die Arbeit / Sieh mich in Gnaden an.
- Herr, ich bin müd / Halte ein und überlege.
- Morgenstern auf finstre Nacht.
- Mit den Hirten will ich gehen / Menschen, die ihr wart verloren.
- Kommet zur Krippe.
- Gott ist die Liebe.
- Herr, so liebtest du uns arme Sünder.
- Am Kreuze meines Heilands / Preis dem Herrn, der uns erkoren.
- Durch manche Länderstrecke.
- Vater, dein Kind kann stille sein.
- Wohin Gott mich führet.
- Steht auf, steht auf, für Jesus / Mein Heiland, mach mich stille.
- Ich will von Jesus singen / Verheißungen (In deine Hände hast du mich gezeichnet).

### Alben
- Näher, mein Gott, zu dir. (RM Musik)
- Lieder aus der Väter Tagen. (RM Musik)

### Mitwirkung als Solist

#### Singles
- Jugend für Christus Chor: Vater, gib uns Weite.
- Jugend für Christus Chor: Am Kreuz ist noch Raum für dich.

#### Alben
- Evangeliumsquartett: Mein ist der Heiland. Männerchorsätze. Schulte & Gerth, 1980
- Singkreis Frohe Botschaft: Wie schön leuchtet der Morgenstern. Lieder zur Advents- und Weihnachtszeit. Schulte & Gerth, 1982
- Singkreis Frohe Botschaft: Jesus Christus, König und Herr. Lieder des christlichen und Evangelischen Sängerbundes. Schulte & Gerth, 1982
- Singkreis Frohe Botschaft: Das ist mein Lied. Schulte & Gerth, 1982
- Schulte & Gerth Studiochor: Dora Rappard – Sicher in Jesu Armen. Schulte & Gerth, 1988

### Compilations
- In Christus liegen verborgen alle Schätze der Weisheit. Die goldene Reihe. HSW, 1977
- Jesus, meine Zuversicht. Schulte & Gerth, 1983
- Ich bete an die Macht der Liebe. Die schönsten Männerchorlieder. Schulte & Gerth, 1992
- Ja, damals. Schulte & Gerth, 1994
- Ja, damals 4: Weihnachten. Schulte & Gerth, 1995
- Unvergessen 3 – Lieder, die bleiben. Gerth Medien, 2007
- Unvergessen 5 – Lieder zu Weihnachten. Gerth Medien, 2007
- Unvergessen 6 – Lieder, die bleiben. Gerth Medien, 2008
- Unvergessen 10 – Lieder, die bleiben. Gerth Medien, 2012
- Unvergessen 11 – Lieder, die bleiben. Gerth Medien, 2013
- Freue dich Welt, dein König naht. Schulte & Gerth
- Heilige Nacht. Schulte & Gerth
- Ja, damals 11: Jugend für Christus Chor. Schulte & Gerth, 1998
- Die schönsten Lieder aus „Ja, damals“, Schulte & Gerth, 1999
- Herr, dein Wort, die edle Gabe. Lieder zum „Jahr mit der Bibel“. Schulte & Gerth, 1990
- Ja, damals 2. Schulte & Gerth
- Ja, damals 4: Weihnachten.
- Ja, damals 5.
- Ja, damals 9.
- Ja, damals 12.